# Reboleiro
Reboleiro es una freguesia portuguesa del concelho de Trancoso, en el distrito de Guarda con 4,27 km² de superficie y 324 habitantes (2011). Su densidad de población es de 75,9 hab/km².